# Sanofi
Sanofi è un gruppo farmaceutico francese che è stato creato nel 2004 dalla fusione di Sanofi-Synthélabo e Aventis.

## Descrizione
Il Gruppo Sanofi è presente in più di 100 Paesi con oltre 100.000 dipendenti. La società ha filiali in cinque continenti ed è uno dei più importanti fra i grandi gruppi farmaceutici al mondo, nonché il primo nei Paesi in via di sviluppo.
Il portafoglio del Gruppo copre molteplici aree terapeutiche che vanno dal cardiovascolare e dal diabete fino alla sclerosi multipla e le malattie rare, all'oncologia e ai tumori del sangue, ai farmaci da automedicazione e ai vaccini.
Nel mondo, inoltre, Sanofi ha 4 laboratori di ricerca e sviluppo, settore nel quale ha investito nel 2017 circa 5,5 miliardi di euro, pari al 15,6% del fatturato.
Da gennaio 2016 Sanofi è organizzata in cinque divisioni: General Medicines (prodotti maturi), Diabetes & Cardiovascular, Consumer Healthcare (automedicazione), Sanofi Genzyme (malattie rare, sclerosi multipla, oncologia e immunologia) e Sanofi Pasteur (vaccini).
Sanofi è presente in Italia con la sede di Milano e con uffici a Modena (sede di Sanofi Genzyme) e a Roma (sede istituzionale e di Sanofi Pasteur). A Milano opera anche un'unità di ricerca clinica che coordina l'intera area Adriatica. I quattro stabilimenti sono a Origgio, Anagni, Scoppito e Brindisi.

## Storia
- 1928: nasce Rhône-Poulenc, gruppo chimico e farmaceutico francese. Negli anni '90 Rhône-Poulenc acquisisce la casa farmaceutica americana Rorer, il laboratorio Pasteur Mérieux Connaught, specializzato nei vaccini, e l'azienda farmaceutica britannica Fisons.
- 1970: nasce Synthélabo dalla fusione di due laboratori farmaceutici francesi, i Laboratoires Dausse e i Laboratoires Robert & Carrière.
- 1973: nasce Sanofi, con l'acquisizione del gruppo farmaceutico Labaz da parte della società petrolifera Elf Aquitaine. Il suo primo prodotto di punta è stato un farmaco per la prevenzione di eventi cerebro- e cardiovascolari.
- 1994: Sanofi entra nel mercato americano grazie all'acquisizione di Sterling Winthrop.
- 1999: fusione di Sanofi con Synthélabo: nasce Sanofi - Synthélabo.
- 1999: nasce Aventis, dalla fusione di Rhône-Poulenc con il gruppo farmaceutico tedesco Hoechst Marion Roussel. Aventis sarà una delle prime società a investire in tecnologie quali genomica, immunologia e terapia genica.
- 2004: nasce Sanofi-Aventis con l'acquisizione di Aventis da parte di Sanofi – Synthélabo.
- 2011: approvata la modifica del nome del Gruppo a livello mondiale da “Sanofi-Aventis” a “Sanofi”.
- 2014: cambia la denominazione sociale della filiale italiana da Sanofi-Aventis S.p.A. a Sanofi S.p.A.